# 虯龍
虯龍，龍之一種，指有角的龍。前人分龍為四種：有鳞者称蛟龍，有翼者称为應龍，有角者称虬龙，无角者称螭龙。

## 命名
虯這個字具有「漩渦姣」、「捲起來」的意思，所以虯的角應該是螺旋狀的角。一说“虬”为在成长中的龙，即小龙。